# General Mangin
Die General Mangin war ein 1953 in Dienst gestelltes Passagierschiff der französischen Reederei Compagnie de Navigation Fraissinet et Cyprien Fabre, das für den Liniendienst in den Kongo gebaut wurde. Das Schiff blieb bis 1969 in Fahrt und wurde anschließend mehrfach weiterverkauft und umbenannt. 1985 ging es zur Abbruch nach Chittagong in Bangladesch.

## Geschichte
Die General Mangin entstand unter der Baunummer R14 bei Chantiers de l’Atlantique in Saint-Nazaire und lief am 9. Juli 1952 vom Stapel. Nach seiner Ablieferung an die Cie. de Navigation Fraissinet et Cyprien Fabre im März 1953 nahm das Schiff den Liniendienst von Marseille in den Kongo auf. Namensgeber des Schiffes war der französische General Charles Mangin.
Die General Mangin wurde für einen möglichen Einsatz als Truppentransporter konstruiert und konnte so bis zu 500 Mann befördern. 1965 ging das Schiff in den Besitz der Nouvelle Cie de Paquebots über und erhielt eine komplett weiße Rumpfbemalung mit schwarzem Schornstein, blieb jedoch unverändert im Liniendienst in den Kongo. Nach weiteren vier Dienstjahren wurde die General Mangin 1969 ausgemustert, nachdem die französische Regierung im Vorjahr die bisherige Mitfinanzierung des Schiffes einstellte.
Neuer Eigner wurde die griechische Reederei Chandris, die einen Umbau der General Mangin zum Kreuzfahrtschiff plante. Stattdessen ging das Schiff jedoch noch im selben Jahr als President an die philippinische Philippine President Lines, um fortan im Liniendienst zwischen den Philippinen und Japan eingesetzt zu werden. Im Frühjahr 1972 wurde die President nach knapp drei Dienstjahren jedoch wieder zum Kauf angeboten.
Im März 1972 ging das Schiff an die in Panama ansässige Cia. de Nav. Abeto SA, die es in Eastern Queen umbenannten und nach einem Umbau zwischen Fremantle, Indonesien und Singapur einsetzten. Im Frühjahr 1973 erhielt die Eastern Queen eine weitere Modernisierung, war jedoch nicht sehr erfolgreich und wurde daher im Juli 1974 ausgemustert. Anschließend war sie bis 1977 als Pilgerschiff zwischen Singapur und Chennai im Einsatz.
Im September 1977 ging das Schiff unter dem Namen Hizbul Bahr an die Bangladeshi Shipping Corporation und war fortan zwischen Dhaka und Singapur im Einsatz. Im Februar 1980 wechselte es auf die Strecke von Dubai über Colombo nach Mumbai. Zudem wurde die Hizbul Bahr als Truppentransporter für die bangladeschische Marine genutzt. Im Dezember 1980 beendete sie ihre letzte Überfahrt, um anschließend als stationäres Ausbildungsschiff unter dem Namen Shaheed Salahuddin in Chittagong genutzt zu werden.
Nach fünf Jahren als Ausbildungsschiff der bangladeschischen Marine wurde die Shaheed Salahuddin 1985 an eine Abbruchwerft in Chittagong verkauft und dort abgewrackt.
Das Schwesterschiff der General Mangin war die 1957 in Dienst gestellte Jean Mermoz, die nach ihrer Ausmusterung als Linienschiff 1970 für Kreuzfahrten umgerüstet wurde und noch bis zu ihrer Verschrottung in Alang im Jahr 2008 in Fahrt blieb.